# Panamericana

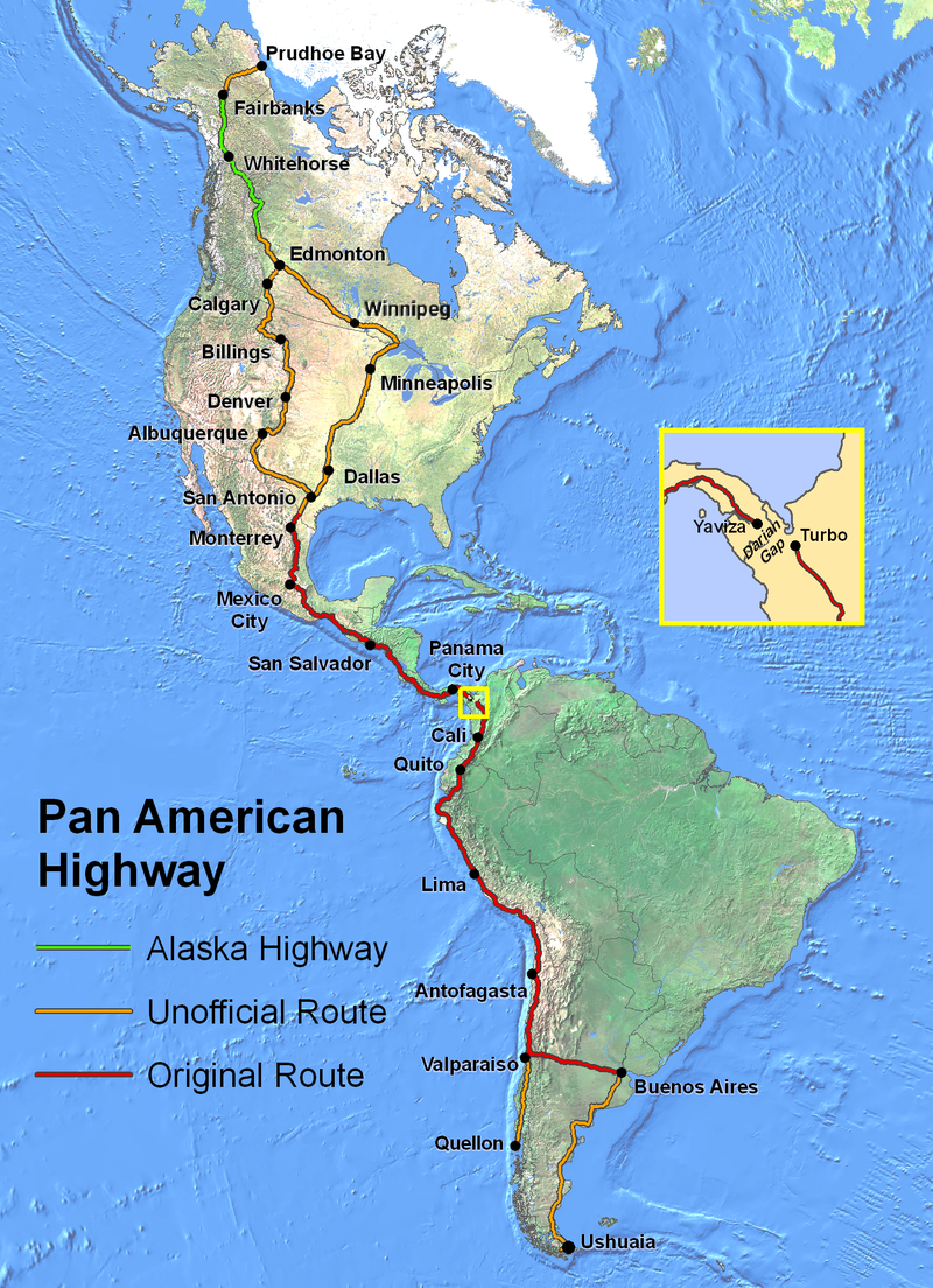
Panamericana od Prudhoe Bay (Aljaška,
USA) do Ushuaie (Argentina)

Panamericana je síť silnic přibližně 47 000 kilometrů dlouhá. Bez 87 kilometrů dlouhého přerušení v deštném pralese v Panamě spojuje všechny pevninské národy[zdroj?] obou Amerik a jejich silniční systémy. Je to nejdelší dálniční síť na světě.
Panamerický silniční systém je téměř kompletní a táhne se od Fairbanks na Aljašce v Severní Americe až k nejjižnějšímu konci Jižní Ameriky.
Některé končiny jsou na silnici závislé, jako např. Puerto Montt a Quellón v Chile nebo Ushuaia v Argentině. Panamericana není oficiálně ustanovená v USA a v Kanadě. Panamericana prochází mnoha rozdílnými klimatickými oblastmi a ekosystémy od hustých džunglí až po vysokohorské průsmyky. Panamericana prochází velkým počtem států, proto má daleko do jednoty. Některé úseky jsou průjezdné pouze v období sucha a v mnoha oblastech je někdy průjezd nebezpečný. Mezi nejznámější části Panamericany patří Aljašská dálnice a Interamericana, novější úsek mezi Spojenými státy a Panamským průplavem (známá mezi americkými turisty jedoucími do Mexika).
V roce 2006 popsal Jake Silverstein Panamericanu jako „systém tak rozsáhlý, nekompletní a nepochopitelný, že není tolik jako silnice, než
myšlenka Panamerikanismu samotného…“ (Jake Silverstein, str. 71)

## Souhrn Panamerického systému

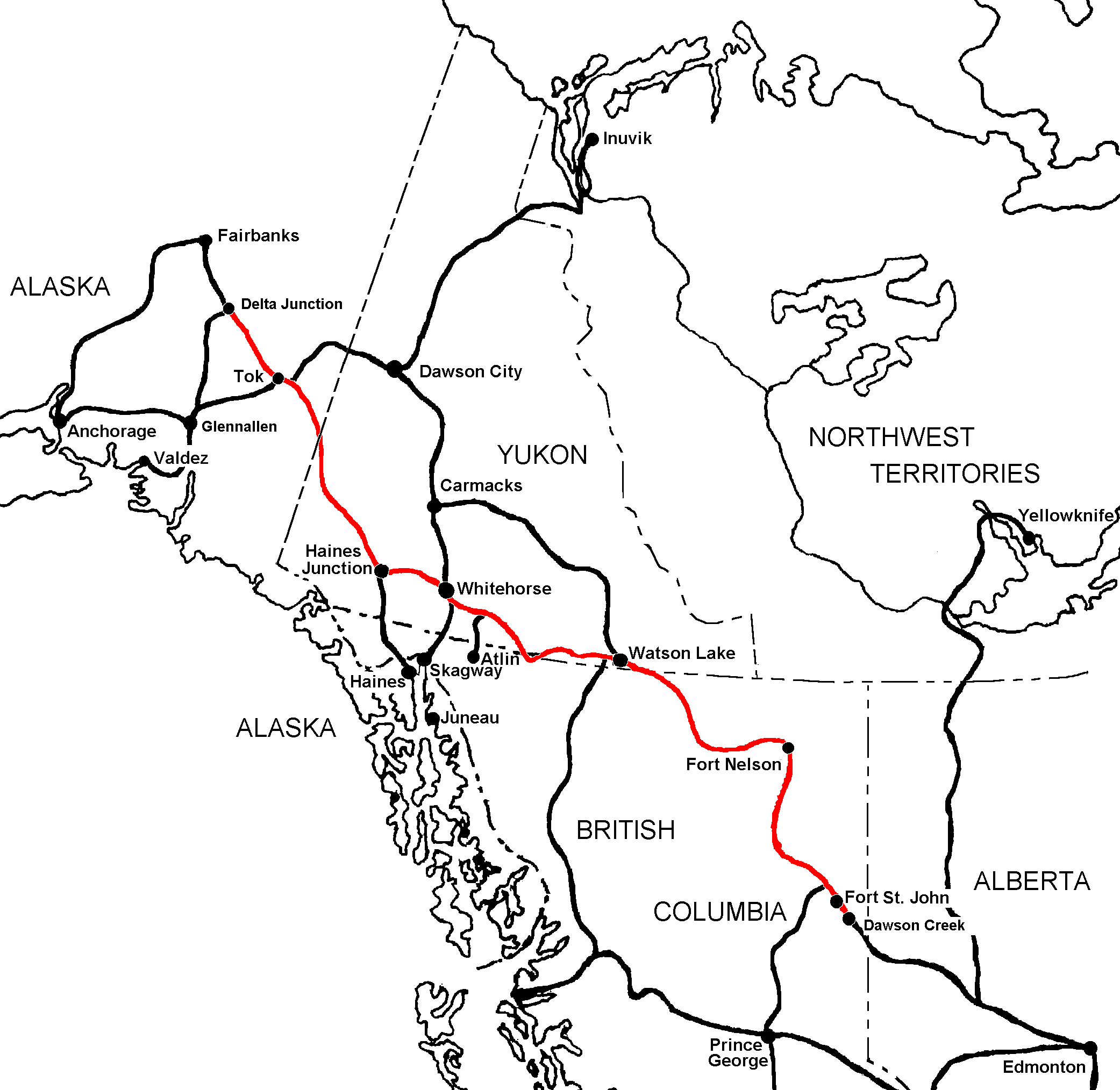
Mapa Aljašské dálnice (červeně)

Panamericana vede přes následujících 14 států:
- Kanada (neoficiálně)
- USA (neoficiálně)
- Mexiko
- Guatemala
- Salvador
- Honduras
- Nikaragua
- Kostarika
- Panama
- Kolumbie
- Ekvádor
- Peru
- Chile
- Argentina

Důležité odbočky také vedou do Bolívie, Brazílie, Paraguaye, Uruguaye a
Venezuely.
Pro turistické účely je jako součást Panamericany severně od Latinské Ameriky považována Aljašská dálnice, dále dálnice vedoucí po západním pobřeží Kanady a Spojených států, až východně od San Diega (Kalifornie) odbočuje k Nogales v Arizoně.

## První Čech
Prvním Čechem, který projel celou Panamericanu na kole, se stal Vítězslav Dostál, který ale vynechal úsek v Dariénském pralese. Na cestu se vydal 29. 7. 2006 z Anchorage, do Ushuaiy dorazil 8. 3. 2007.

## Darién
Důležitý úsek, který chybí ke kompletnímu dokončení Panamericany mezi Panamou a Kolumbií, leží v provincii Darién (Darién Gap). Jedná se o 87 km dlouhý úsek procházející hustým tropickým pralesem. Ačkoliv byl prales již několikrát překročen dobrodruhy na kole (první přejezd na kole - Chris Bechard v roce 1981), motorce, terénními vozidly i pěšky, cestovatelé se musí potýkat s džunglí, pohyblivými písky, rozlehlými bažinami a hmyzem, a jsou ohrožováni pronikáním ozbrojených skupin z Kolumbie.
Mnoho lidí, skupin, domorodců a vlád protestuje proti dokončení Dariénského úseku Panamericany. Oponují důvody jako třeba snaha zachránit prales, ochránit živobytí domorodých lidí v oblasti a zabránit rozšíření slintavky a kulhavky do Severní Ameriky. Mezi zkušenosti z prodlužování v posledním desetiletí až do Yavizy patří i vážné odlesňování podél silnice.
Bio-Pacifico ve své studii navrhuje vytvořit novou trajektovou linku z Kolumbie do nově zbudovaného přístavu v Panamě a prodloužit existující silnici, což by dokončilo Panamericanu bez porušení těchto ekologických zájmů.
Trajekt by překonáním zálivu Urabá z kolumbijského Turba do nového panamského přístavu (třeba Carreto) spojil oba konce silnice. Účinná oklika by pravděpodobně způsobila ponížení stávající silnice do Yavizy na status druhé třídy.

## Výstavba a dokončování
První návrh trasy z jednoho konce Ameriky na druhý byl předložen na První Panamerické konferenci v roce 1889 jako železniční trať. Nicméně tento návrh nebyl nikdy uskutečněn. Myšlenka vybudovat Panamerickou dálnici se objevila na Páté mezinárodní konferenci amerických států v roce 1923, kde byla nejprve naplánována jako obyčejná silnice. První Konference o Panamerické dálnici byla svolána 5. října 1925 v Buenos Aires. Mexiko bylo první latinskoamerickou zemí, která dokončila svoji část silnice - v roce 1950.

## Úsek Prudhoe Bay – Yaviza

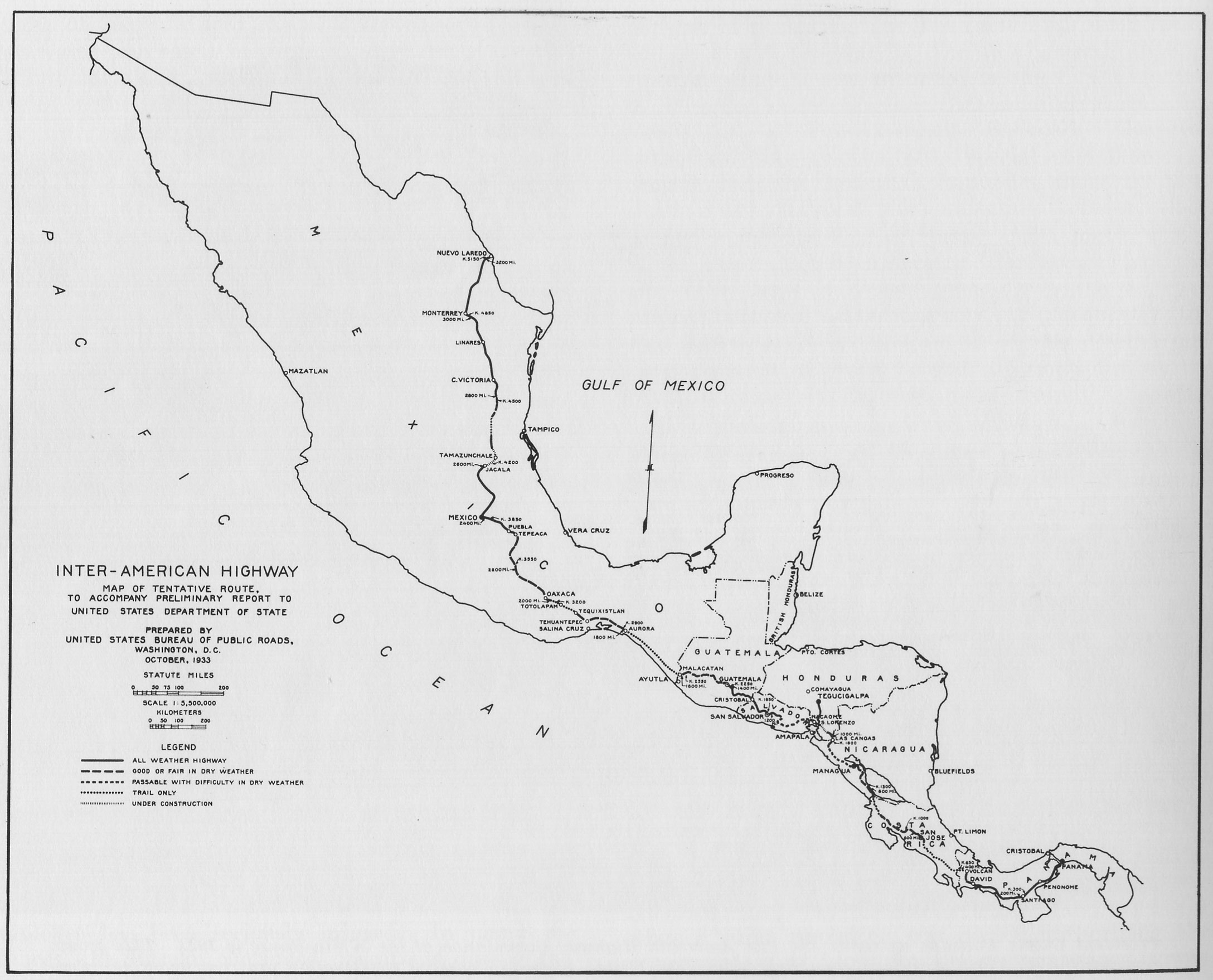
Mapa Interamericany z roku 1933

Žádná trasa nebyla oficiálně ustanovena v USA a Kanadě, a proto Panamericana začíná na americko-mexické hranici. Původně vedla z města Nuevo Laredo (naproti městu Laredo v Texasu) a pokračovala jižně přes Ciudad de México. Pozdější větve byly vybudovány k hranici v Nogales v Sonoře (u Nogales v Arizoně), Ciudad Juárez (u El Pasa), Piedras Negras (Eagle Pass, Texas), Reynosa (Pharr, Texas), a Matamoros (Brownsville, Texas).
Na druhé straně hranic bylo několik amerických dálnic lokálně pojmenováno po Panamericaně. Když byla vybudována část I 35 v San Antoniu, byla pojmenována jako Pan Am Expressway, což bylo napojení na původní silnici z Lareda. I 25 v Albuquerque se nazývá Pan-American Freeway, jako prodloužení trasy z El Pasa. U.S. 85 severně od El Pasa se nazývá CanAm Highway. Pokračuje do kanadského Saskatchewanu, kde končí v La Ronge.
Z Lareda vede silnice po mexické Federal 85 do Mexico City. Vedlejší trasy:
- z Nogales po Federal 15
- z El Pasa po Federal 45
- z Eagle Pass pravděpodobně po Federal 57
- z Pharr po Federal 40 do Monterrey
- z Brownsville po Federal 101 do Ciudad Victoria

Z Ciudad de México na hranici s Guatemalou vede Panamericana po Federal 190. Přes středoamerické státy sleduje Central American 1 a končí v Yavize na okraji Dariénu. Konec silnice byl dříve v Canitě, 178 km (110 mil) severně od Yavizy. V letech, kdy byl Panamský průplav pod správou USA, byla finanční podpora USA výhradně zaměřena na výstavbu vysokého mostu Puente de las Américas přes průplav.

## Úsek Turbo–Ushuaia

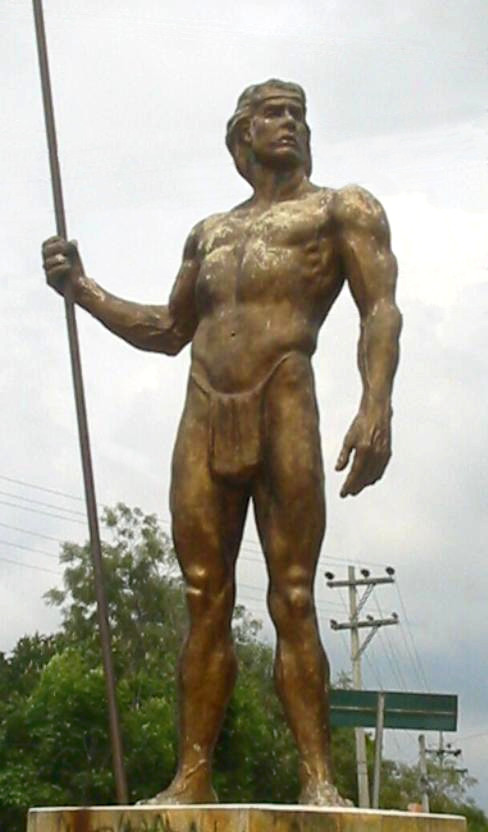
Socha indiána stojícího u vchodu do Fusagasugá, Kolumbie nad Panamericanou

Jižní část silnice začíná v severozápadní Kolumbii v Turbu, odkud vede po Colombia 52 do Medellínu. Z Medellínu vede Colombia 54 do Bogoty, ale Colombia 11 míří jižně přímější cestou. Colombia 72 se jihozápadně od Bogoty spojuje s Colombia 11 v Murillu. Colombia 11 pokračuje až k ekvádorským hranicím.
Ecuador 35 představuje Panamericanu po celou cestu Ekvádorem, což platí i o Peru 1 vedoucí až na chilské hranice.

Znamení Vía PanAm označuje některé chilské a argentinské silnice spojené s Panamericanou.

V Chile sleduje Panamericana Chile 5 až k obci Llay Llay severně od Santiaga, kde odbočuje po Chile 60 přes San Felipe a Los Andes. Tato silnice se na hranicích s Argentinou mění na Argentina National Route 7 vedoucí do Buenos Aires, konce hlavní části Panamericany. Silniční síť dále pokračuje po Argentina National Route 3 směrem k Ushuaie a mysu Horn
Další větve vedou do Venezuely, Paraguaye, Uruguaye a Brazílie.
V Chile se za Panamericanu považuje celá silnice 5, tj. i část jižně od Santiaga vedoucí městy Rancagua, Curicó, Talca, Chillán, Los Ángeles, Temuco, Osorno a Puerto Montt. Součástí silnice 5 je i úsek vedoucí na ostrov Chiloé, takže nejjižnějším bodem chilské Panamericany je město Quellón.

## Názvy
- Španělsky Carretera Panamericana, Autopista Panamericana nebo Vía PanAmericana
- Anglicky Pan-American Highway
- Portugalsky Estrada Panamericana
- Nizozemsky Pan-Amerikaanse Snelweg
- Francouzsky Autoroute Panaméricaine
- Italsky Autostrada Panamericana